# Mierczany
Mierczany (prononciation : [mjɛrˈt͡ʂanɨ]) est un village polonais de la gmina de Torzym dans le powiat de Sulęcin de la voïvodie de Lubusz dans l'ouest de la Pologne.
Il se situe à environ 11 kilomètres à l'ouest de Torzym (siège de la gmina), 23 kilomètres au sud-ouest de Sulęcin (siège de le powiat), 55 kilomètres au nord-ouest de Zielona Góra (siège de la diétine régionale) et 55 kilomètres au sud-ouest de Gorzów Wielkopolski (capitale de la voïvodie).

## Histoire
Le nom allemand du village était Hildesheim.
Après la réforme administrative du royaume de Prusse en 1815, Hildesheim entre dans l'arrondissement de Sternberg-en-Nouvelle-Marche, qui est divisé ensuite, et elle fait partie de l'arrondissement de Sternberg-Ouest qui est lui-même partie du district de Francfort-sur-l'Oder au sein de la province de Brandebourg.
Après la Seconde Guerre mondiale, avec la mise en œuvre de la ligne Oder-Neisse, le village est intégré à la République populaire de Pologne. La population d'origine allemande est expulsée et remplacée par des polonais.
De 1975 à 1998, le village appartenait administrativement à la voïvodie de Zielona Góra.

Depuis 1999, il appartient administrativement à la voïvodie de Lubusz